# مناشدة الحجر

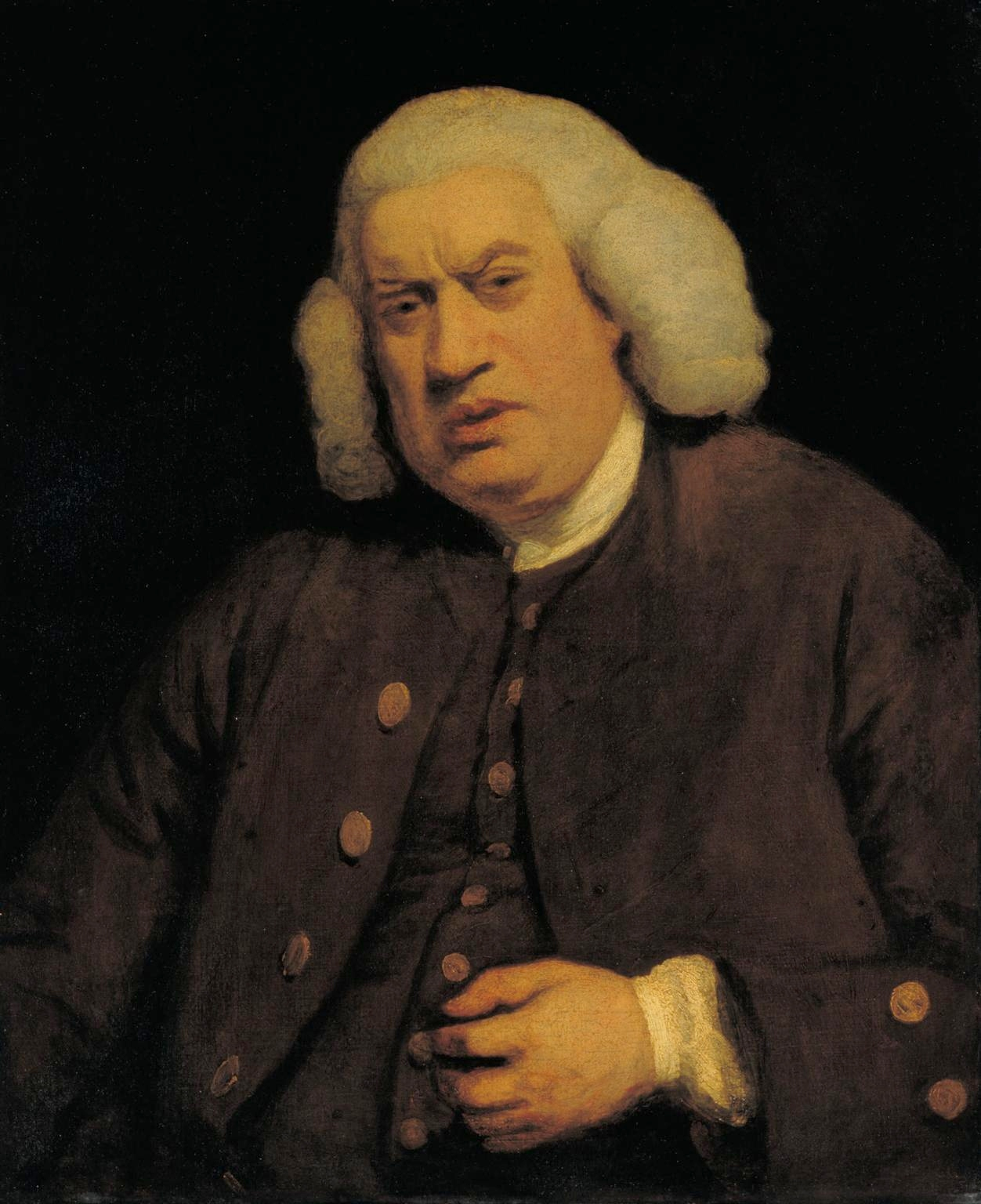

مغالطة مناشدة الحجر هي مغالطة منطقية وتعرف باسم Argumentum ad lapidem باللاتينية، وتتضمن قيام شخصٍ ما برفض فكرة أو حقيقة ما واعتبارها باطلة بدون أن يقدم هذ الشخص أي دليل على بطلان الفكرة المقصودة.
ويعتبر هذا النوع من الرفض والنكران مغالطة، حيث يفشل الشخص في معالجة ونقض أساس الادعاء المُختلف عليه. وينطبق ذلك أيضاً على مغالطة الإثبات بالتأكيد، حيث يتم التأكيد على صحة ادعاء خاطئ وغير مثبت عن طريق التكرار.
اشتُق اسم هذه المغالطة من حادثة شهيرة في التاريخ، حيث أنكر الأديب الإنجليزي صمويل جونسون فلسفة جورج بيركلي التي تتسم بالمثالية الذاتية (والتي تنص على عدم وجود الماديات، ولا وجود سوى للعقل والأفكار المتولدة من هذا العقل). ودعم جونسون ادعاءه ذاك بدحرجة حجر ضخم في تعبيرٍ عن رفضه فلسفة بيركلي، لكن هذا التصرف فشل في إثبات وجود الحجر خارج نطاق العقل، أو الأفكار بالأحرى (وجود حجر ما) والتي وُلدت نتيجة الإحساس بوجود الحجر. لذا فشل جونسون في دحض فكرة بيركلي، ولم يستطع سوى تجاهلها بدون أن يقدم أي إثبات.

## مثال
وكمثال على ذلك، فلنتخيل هذا الحوار الذي دار بين شخصين افتراضيين حول قضية معينة:
- الأول: تسبب الميكروبات الإصابة بأمراض معدية
- الثاني: يا لها من فكرة سخيفة
- الأول: لماذا؟
- الثاني: من الواضح أنها فكرة سخيفة وغير منطقية

لم يقدم الطرف الثاني أي دليل على ادعائه، ولا يوجد أي تفسير منطقي وراء نكرانه. لكنه أصر عندما تعرض للضغط أن فكرة الطرف الأول خاطئة وباطلة أصلاً، لذا وقع في مغالطة مناشدة الحجر.